# Urban exploration

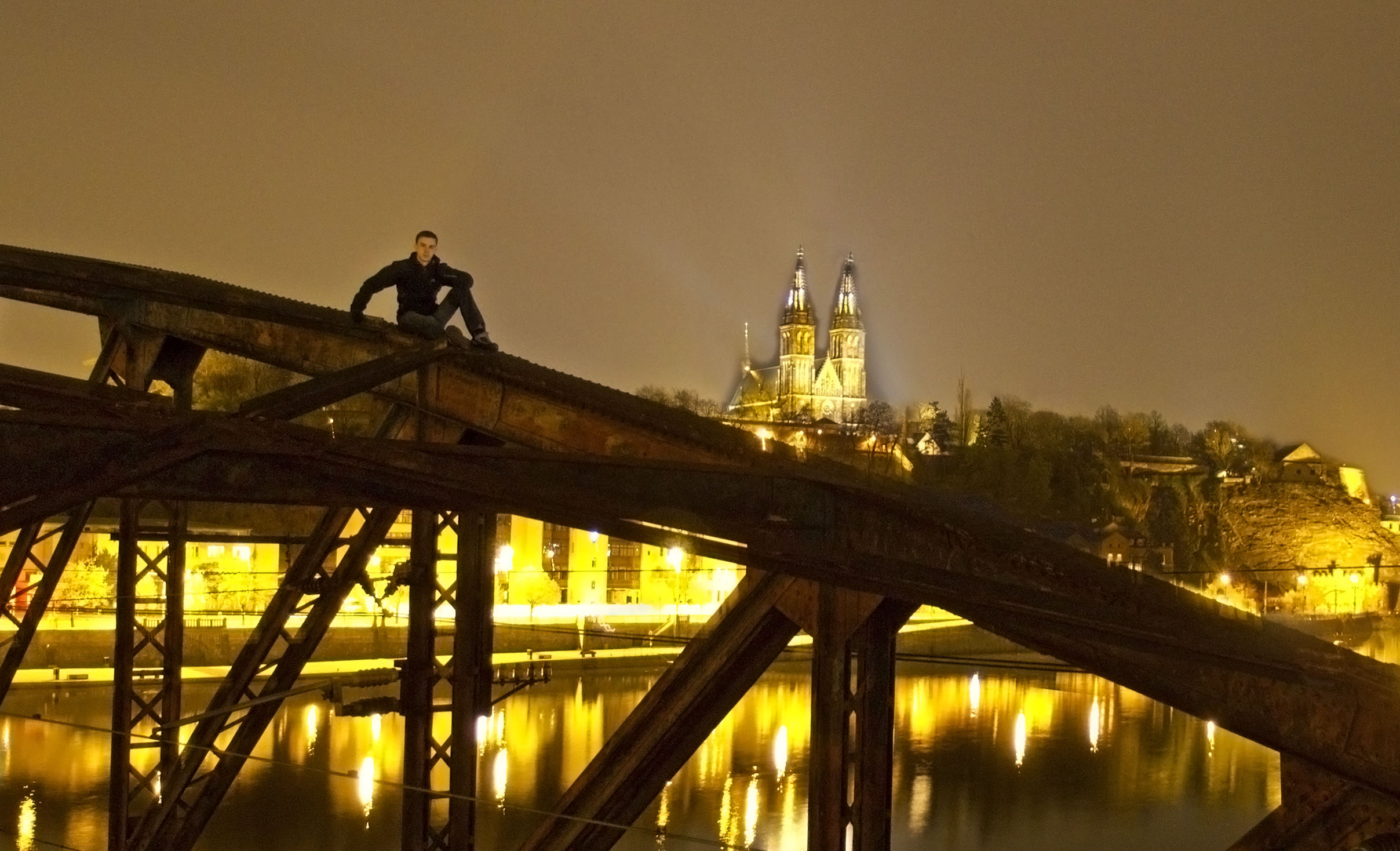
Infiltrace na pražský Železniční most

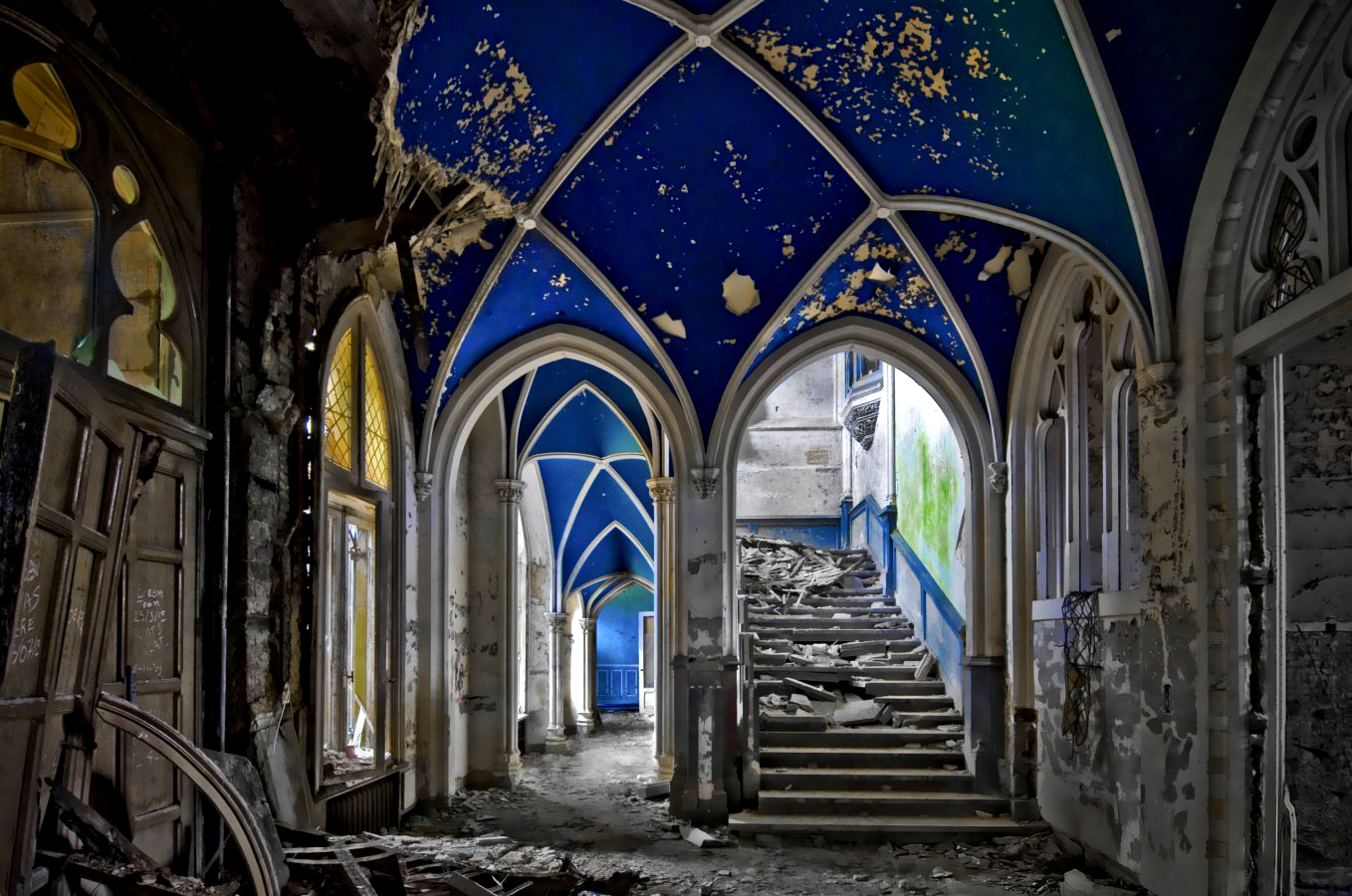
Bývalá mekka urbexu – zámek Miranda v Belgii

Urban exploration (též infiltrátorství nebo urbex) je prozkoumávání měst, továren či jiných objektů, které vznikly lidskou činností. Nejde přitom o muzea či snadno přístupné objekty, ale naopak o objekty, které lidé běžně nemohou vidět. Ve většině případů je urban exploration nebezpečný a ilegální, protože průzkumníci musí překonávat překážky, jako jsou ploty, zdi, rozpadající se budovy, bezpečnostní kamery nebo ochranky.
Motivací pro urban exploration je několik. Někteří vyhledávají opuštěné budovy a továrny se zbytky strojů nebo jiných zařízení. Jiní se zajímají o infrastrukturu, tedy hlavně mosty a tunely, nebo se prostě vydávají na místa, která nejsou snadno běžně přístupná či poskytují zajímavý výhled.
Urban exploring sám má jedno nepsané pravidlo, jímž je „neodnášej si nic než fotky, nenechávej nic než stopy“.[zdroj?] Lokace se průzkumníci snaží utajit, případně si je měnit mezi dalšími, kterým mohou věřit. Zveřejnění místa často urychlí jeho destrukci.

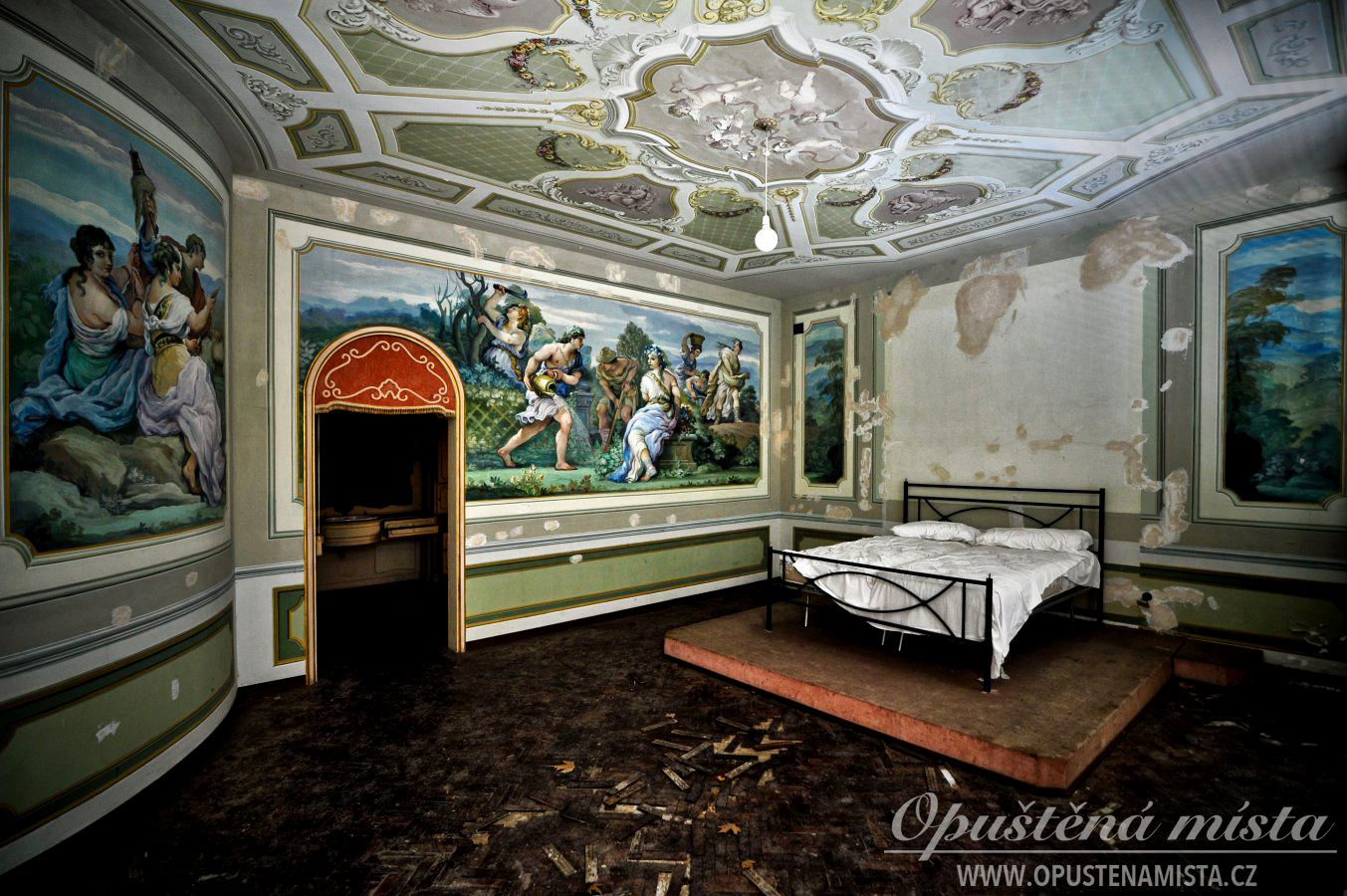
Opuštěná vila v Itálii.

## Objekty

### Staveniště
Staveniště skrývají možnost dostat se do budov, do kterých se po jejich dokončení nelze běžně dostat. Další zajímavostí stavenišť jsou jeřáby. Ve městech bez výškových budov se jeřáby často tyčí vysoko nad městem a poskytují neopakovatelný výhled.

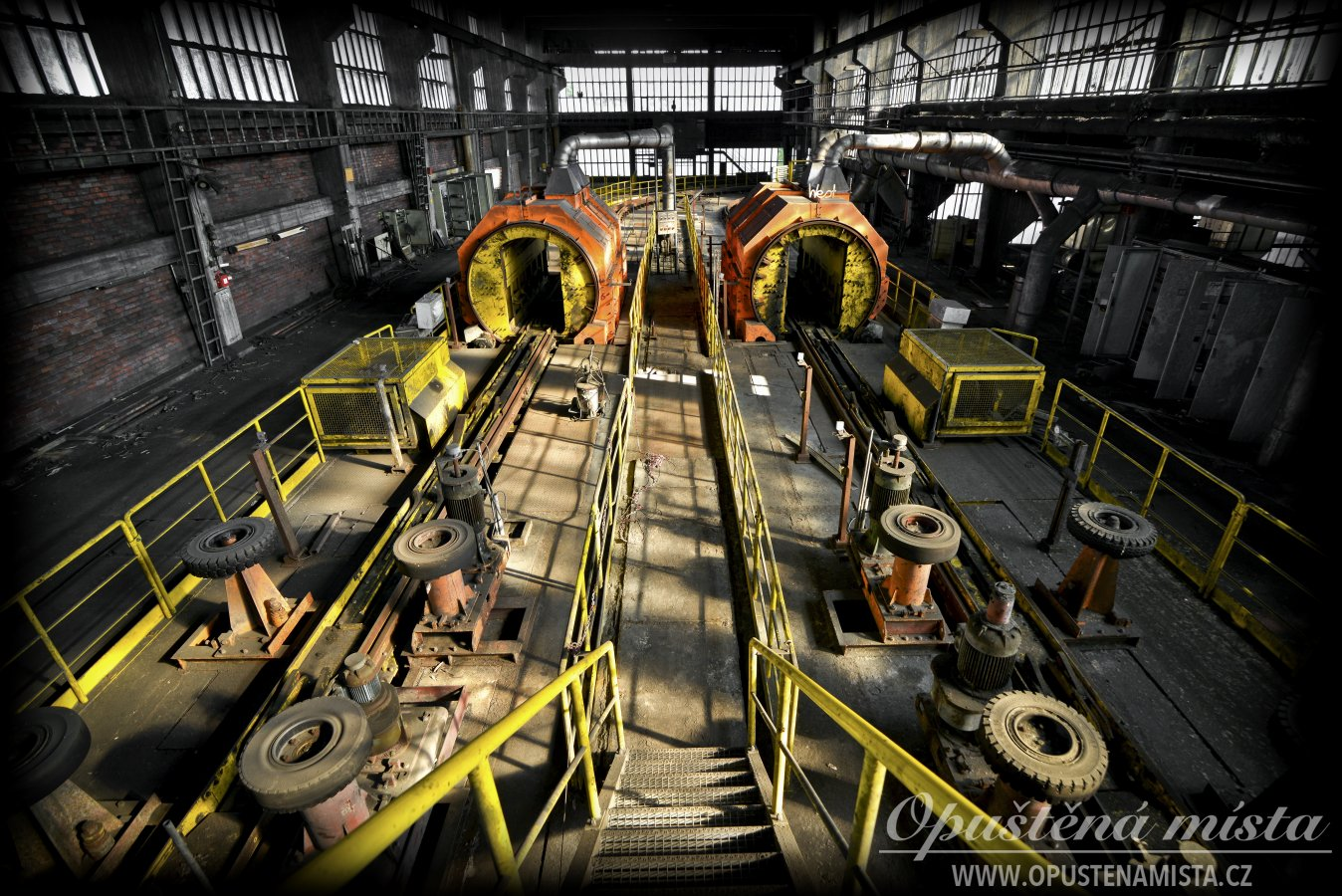
Nevyužívaný důl v Německu.

### Ruiny
Ruiny, zejména ruiny industriálních budov, jsou pohledem do minulosti. V budovách bývají zanechány zbytky strojů a někdy i dokumentace (Důl Měděnec), ale mohou být ve špatném stavu a hrozit zřícením schodišť či podlah.

### Tunely a kanalizace

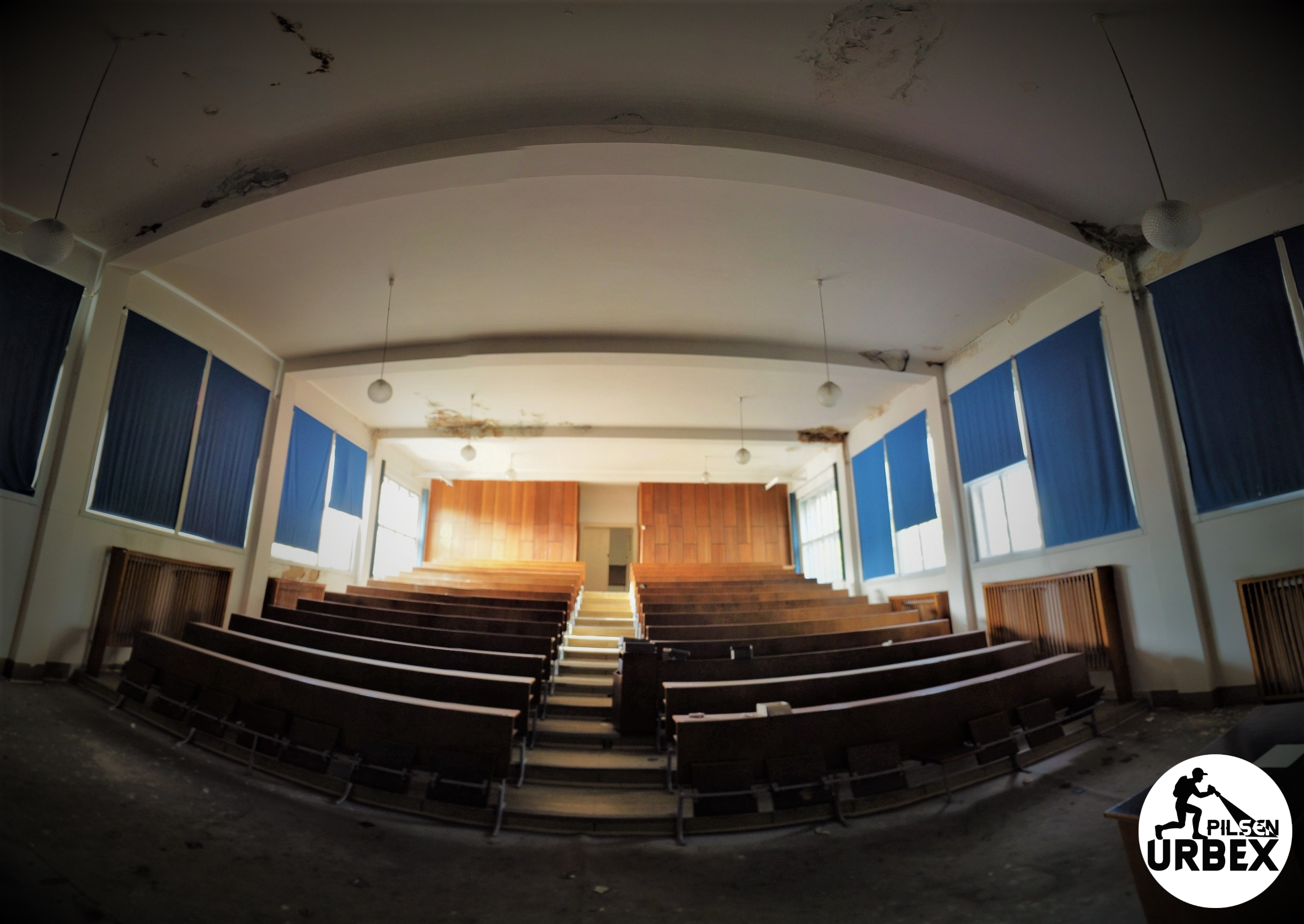
Opuštěná posluchárna

Tunely metra, vlaků, kolektory a kanalizace jsou objekty, které jsou pro chod města velice důležité. Velká města jsou jimi v podstatě podkopána.

### Komíny
Komíny jsou v ČR oblíbenými objekty urban exploringu. Organizace Svaz českých komínářů sdružuje komínáře neboli lidi, kteří lezou na komíny pro zábavu, vytváří databázi komínů a eviduje výstupy, kterých je již přes 25 tisíc.

### Doly
Doly jsou dalším odvětvím, kterým se může průzkumník vydat. Patří ovšem i k těm nejnebezpečnějším. Rozklad v podzemí postihuje vzpěry a výztuhy, a tak v prostorách dochází často k závalům, případně může být podzemí zatopeno nebo zamořeno jedovatými plyny.

## Zajímavé infiltrace

### Newyorské metro
V 70. a 80. letech 20. století bylo newyorské metro terorizováno graffiti. Posprejovány byly vozy, stanice i tunely. Trpěly zejména vozy, na kterých v mnoha případech nebyl vidět kousek původního laku, a také tunely. Sprejeři se mezi urban explorery nepočítají, protože porušují jeho nepsané pravidlo. Je ale zřejmé, že metro v New Yorku má pro urban exploration velký potenciál a není nemožné do jeho systému proniknout. Skýtá přes tisíc kilometrů traťových tunelů a nepoužívané stanice. Např. stanice City Hall pochází z roku 1904, kdy bylo v New Yorku metro poprvé otevřeno, je vyřazena z provozu od roku 1945. City Hall i další newyorské podzemí ukazuje Steve Duncan ve filmu Undercity.

### Mrakodrap Shard
Shard je nejvyšší mrakodrap v Londýně s výškou 310 metrů. Skupině London Consolidation Crew se podařilo proniknout kolem jediného hlídače (který navíc sledoval televizi místo bezpečnostních kamer) až na vrchol, který byl v té době v 76. patře.
Na Shard se dostal také basejumper Dan Witchalls. Jemu se to během dvou let podařilo celkem čtyřikrát a pokaždé seskočil padákem a přistál v noci v pustých ulicích Londýna. V tomto případě se nejedná o běžného průzkumníka, ale protože neporušil nepsané pravidlo urban exploringu, také do této kategorie spadá.

### Kanalizační systém Las Vegas
V Las Vegas pod kasiny a luxusními hotely žijí v kanalizačním systému bezdomovci. Urban explorer Matthew O’Brian několik let prozkoumával podzemí Las Vegas a napsal o nich knihu Beneath the Neon.

### George Air Force Base
V létě 2011 se podařilo čtyřem lidem proniknout na část vojenské základny George Air Force Base v Kalifornii, na které bylo více než sto vysloužilých tryskových civilních letadel. Základna se nachází v poušti, kde se není za co schovat a vojenské hlídky vidí několik kilometrů daleko. Přesto se jim podařilo překonat všechny překážky, vlézt do asi šesti letadel a vrátit se zpátky bez toho, aby si jich armáda všimla.

## Skupiny
Někteří průzkumníci sdílejí zážitky, fotky a videa ze svých akcí na blozích. V Čechách existuje např. stránka Opuštěná místa nebo ve Velké Británii je více než 3000 průzkumníků sdruženo na fóru urbanexplorers.net. Početná základna průzkumníků i lidí, kteří fotogalerie pouze sledují je na stránce Facebook.

## Filmy
- Crack the surface - epizoda 1
- Crack the surface - epizoda 2
- Undercity

## Knihy
V České republice vyšly na téma Urban exploration tyto publikace:
- FAIGLOVÁ, Barbora; HAVLÍKOVÁ, Katka. URBEX : opuštěná místa v Čechách. 1. vyd. Praha: Grada, 2015. 141 s. ISBN 978-80-247-5336-2.
- DiverZant; HAVLÍKOVÁ, Katka. Urbex.cz : Krása zániku. 1. vyd. Praha ; Litomyšl: Paseka, 2015. 208 s. ISBN 978-80-7432-605-9.[11]
- Richard "Ritchie" Šmíd, Unlimited Freedom. Černobylský deník - zápisky stalkera. 1. vyd. Praha, nakladatelství Epocha; ISBN 978-80-278-0115-2, EAN: 9788027801152